# Codificació de Reed-Solomon entrellaçada creuada (CIRC)
En el sistema de disc compacte, el codi Reed- Solomon (CIRC) entrellaçat creuat proporciona detecció i correcció d'errors. CIRC afegeix a cada tres bytes de dades un byte de paritat redundant.

## Visió general
Els codis Reed-Solomon són especialment útils per combatre les barreges d'errors aleatoris i d'explosió. CIRC corregeix ràfegues d'error de fins a 3.500 bits (2,4 mm de longitud) i compensa les ràfegues d'error de fins a 12.000 bits (8,5 mm) que poden ser causades per rascades menors.

## Característiques
- Alta correcció d'errors aleatoris
- Correcció d'errors de ràfega llarga
- En cas que se superi la capacitat de correcció de la ràfega, la interpolació pot proporcionar ocultació per aproximació
- És possible una estratègia de descodificació senzilla amb una memòria d'accés aleatori extern de mida raonable
- Eficiència molt alta
- Espai per a la futura introducció de quatre canals d'àudio sense grans canvis en el format (a partir del 2008, això no s'ha implementat).

## Intercalar
Els errors que es troben als discs compactes (CD) són una combinació d'errors aleatoris i de ràfega. Per tal d'alleujar la tensió del codi de control d'errors, cal algun tipus d'entrellaçat. El sistema de CD utilitza dos codis Reed-Solomon concatenats, que s'entrellacen en creu. El posicionament assenyat dels canals estèreo, així com les mostres d'àudio en instants parells o senars dins de l'esquema d'entrellaçat, proporcionen la capacitat d'ocultació d'errors, i la multitud d'estructures d'entrellaçat utilitzades al CD permet corregir i detectar errors amb una relativa baixa quantitat de redundància.
L'esquema d'entrellaçat s'adapta als requisits específics del sistema de disc compacte. En particular, la tècnica d'entrellaçat "creuada" adoptada permetrà emmascarar eficaçment els errors si es considera que la correcció és impossible. Depenent de la magnitud de l'error que s'ha d'ocultar, això es pot fer interpolant o silenciant el senyal d'àudio. Si s'ha produït un gran error i una sola mostra d'àudio no es pot reconstituir pel circuit de control d'errors, és possible obtenir-ne una aproximació interpolant les mostres d'àudio veïnes. L'ocultació farà que els errors siguin gairebé inaudibles i, com a resultat, ofereix una degradació elegant de la qualitat del so. Concretament, s'evita la degradació temporal brusca del senyal d'àudio, "clics". El posicionament prudent del canal estèreo esquerre i dret, així com les mostres d'àudio en instants parells o senars dins de l'esquema d'entrellaçat són paràmetres clau per a l'èxit de l'estratègia d'ocultació. Al CD s'utilitzen diverses estructures d'entrellaçat, cadascuna de les quals permet corregir i detectar errors amb un mínim de redundància.
El codi de control d'errors utilitzat en el sistema de CD empra no un sinó dos codis Reed-Solomon, que s'entrellacen en creu. En particular, la sinergia dels dos codis RS dona excel·lents resultats.